# Helgi Jóhannesson
Helgi Jóhannesson (* 18. November 1982) ist ein isländischer Badmintonspieler.

## Karriere
Helgi Jóhannesson gewann in Island acht Juniorentitel, bevor er 2001 erstmals nationaler Meister der Erwachsenen wurde. Bis 2011 folgten zwölf weitere Meistertitel. 2008 gewann er die Slovak International und die Cyprus International. 2001 nahm er an der Badminton-Weltmeisterschaft teil.

## Sportliche Erfolge
| Saison | Veranstaltung                              | Disziplin    | Platz | Name                                      |
| ------ | ------------------------------------------ | ------------ | ----- | ----------------------------------------- |
| 1997   | Island: Einzelmeisterschaften der Junioren | Herrendoppel | 1     | Saevar Strom / Helgi Jóhannesson          |
| 1999   | Island: Einzelmeisterschaften der Junioren | Mixed        | 1     | Helgi Jóhannesson / Sara Jónsdóttir       |
| 2000   | Island: Einzelmeisterschaften der Junioren | Mixed        | 1     | Helgi Jóhannesson / Sara Jónsdóttir       |
| 2000   | Island: Einzelmeisterschaften der Junioren | Herreneinzel | 1     | Helgi Jóhannesson                         |
| 2000   | Island: Einzelmeisterschaften der Junioren | Herrendoppel | 1     | Helgi Jóhannesson / David Thor Gudmundson |
| 2001   | Island: Einzelmeisterschaften der Junioren | Mixed        | 1     | Helgi Jóhannesson / Ragna Ingólfsdóttir   |
| 2001   | Island: Einzelmeisterschaften der Junioren | Herreneinzel | 1     | Helgi Jóhannesson                         |
| 2001   | Island: Einzelmeisterschaften der Junioren | Herrendoppel | 1     | Helgi Jóhannesson / Valur Thrainsson      |
| 2001   | Weltmeisterschaft                          | Herrendoppel | 33    | Helgi Jóhannesson / Njörður Ludvigsson    |
| 2003   | Island: Einzelmeisterschaften              | Herrendoppel | 1     | Broddi Kristjánsson / Helgi Jóhannesson   |
| 2005   | Island: Einzelmeisterschaften              | Herreneinzel | 1     | Helgi Jóhannesson                         |
| 2005   | Island: Einzelmeisterschaften              | Herrendoppel | 1     | Broddi Kristjánsson / Helgi Jóhannesson   |
| 2006   | Island: Einzelmeisterschaften              | Mixed        | 1     | Helgi Jóhannesson / Drífa Harðardóttir    |
| 2007   | Island: Einzelmeisterschaften              | Mixed        | 1     | Helgi Jóhannesson / Ragna Ingolfsdottir   |
| 2007   | Island: Einzelmeisterschaften              | Herrendoppel | 1     | Magnús Ingi Helgason / Helgi Jóhannesson  |
| 2008   | Island: Einzelmeisterschaften              | Herreneinzel | 1     | Helgi Jóhannesson                         |
| 2008   | Island: Einzelmeisterschaften              | Herrendoppel | 1     | Magnús Ingi Helgason / Helgi Jóhannesson  |
| 2008   | Slovak International                       | Herrendoppel | 1     | Magnus Ingi Helgason / Helgi Jóhannesson  |
| 2008   | Cyprus International                       | Herrendoppel | 1     | Magnus Ingi Helgason / Helgi Jóhannesson  |
| 2009   | Island: Einzelmeisterschaften              | Herrendoppel | 1     | Magnús Ingi Helgason / Helgi Jóhannesson  |
| 2009   | Island: Einzelmeisterschaften              | Herreneinzel | 1     | Helgi Jóhannesson                         |
| 2010   | Island: Einzelmeisterschaften              | Herreneinzel | 1     | Helgi Jóhannesson                         |
| 2010   | Island: Einzelmeisterschaften              | Herrendoppel | 1     | Magnús Ingi Helgason / Helgi Jóhannesson  |
| 2011   | Island: Einzelmeisterschaften              | Herrendoppel | 1     | Magnús Ingi Helgason / Helgi Jóhannesson  |